# Valstybės kontrolė

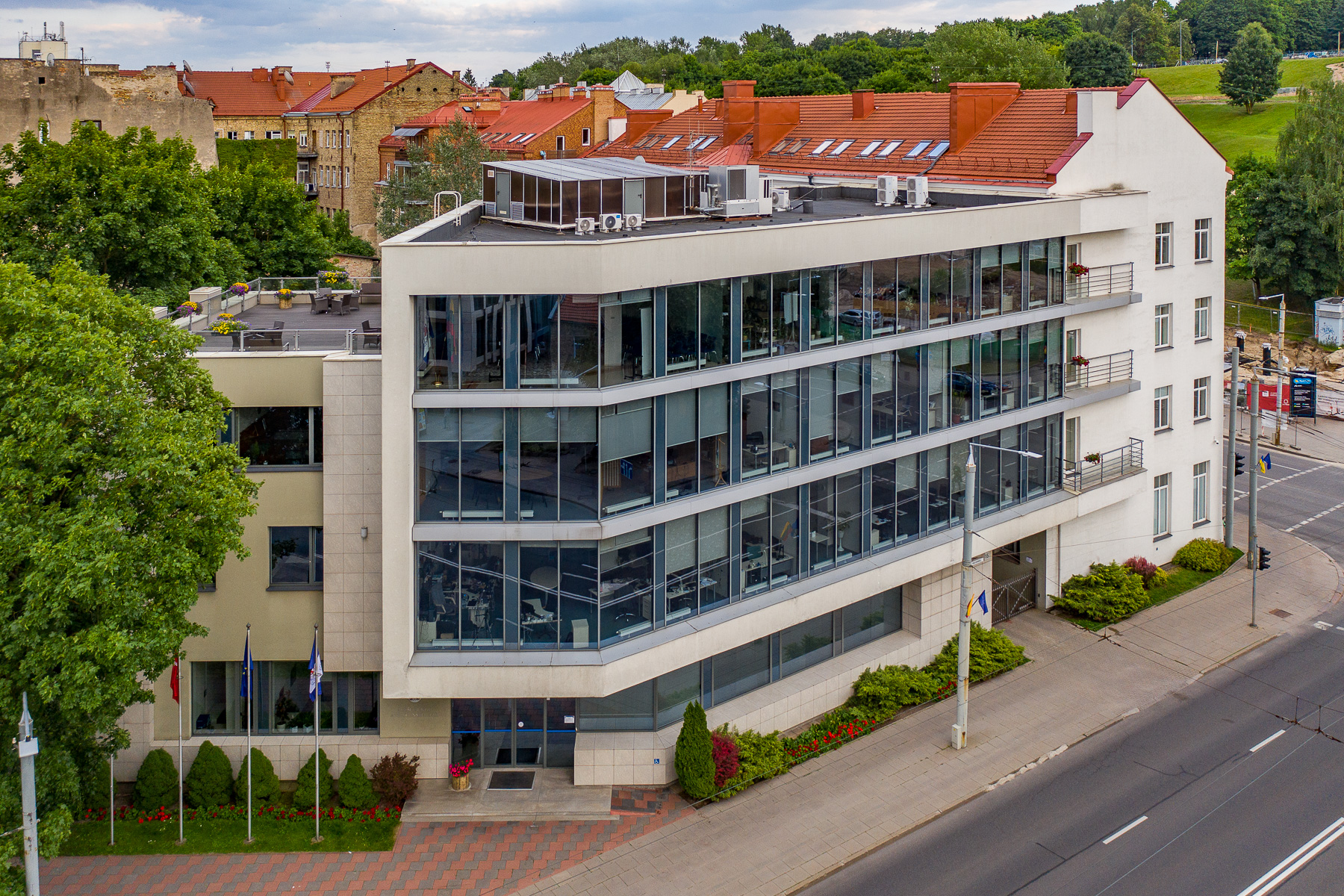
Zentrale

Valstybės kontrolė (VK; dt. Staatskontrolle) ist ein von der Regierung Litauens unabhängiges, nur dem Gesetz unterworfenes Organ der Finanzkontrolle, dessen Aufgabe es ist, die Haushalts- und Wirtschaftsführung der öffentlichen Verwaltung auf Ordnungsmäßigkeit und Wirtschaftlichkeit zu überprüfen, ein litauischer Rechnungshof, das staatliche Rechnungsprüfungsamt in Litauen. Er wurde am 26. Dezember 1918 errichtet. 1995 wurde das Gesetz über Valstybės kontrolė  (LR valstybės kontrolės įstatymas; neuer Wortlaut  von 2002) sieht vor, dass VK die Ausführung des Staatshaushalts, die Verwendung staatlicher Geldmittel, die Vermögensverwaltung, die Verwendung, die Ausführung des Haushaltsplans des staatlichen Sozialversicherungsfonds (siehe SoDra), die Ausführung des Haushaltsplans der gesetzlichen Krankenkasse (Valstybinė ligonių kasa) prüft.
Der Sitz befindet sich in Vilnius, im Stadtteil Lukiškės.

## Leitung
- 1918–1919: Vladas Stašinskas
- 1919: Kostas Daugirdas
- 1919–1924: Justinas Zubrickas
- 1924–1925: Vincas Karoblis
- 1925–1926: Zigmas Starkus
- 1926: Jonas Mašiotas
- 1926–1928: Antanas Milčius
- 1928–1924: Vincas Matulaitis
- 1934–1940: Konstantinas Šakenis
- 1990–1992: Kazimieras Uoka
- 1993–1999: Vidas Kundrotas
- 1999–2005: Jonas Liaučius
- 2005–2010: Rasa Budbergytė
- 2010–2015: Giedrė Švedienė
- 2015–2020: Arūnas Dulkys
- Seit 2020: Mindaugas Macijauskas[1]